# Indy & Wich
Indy & Wich (ook weleens geschreven als Indy A Wich) is een Tsjechisch Hip-Hop-duo bestaande uit MC Indy en DJ Wich uit Praag begonnen in 1998. Naast deel te zijn van dit Hip-Hop-duo heeft DJ Wich ook een solo-album uitgebracht, Time is now in 2004.

## Bandleden
- MC Indy, ook wel bekend als Andre en Indy
- DJ Wich, ook wel bekend als Wich

## Discografie

### Studioalbums
- 2002 – My 3
- 2006 – Hádej kdo

### Singles
- 2001 – Hlasuju proti / Cesta štrýtu
- 2003 – Ještě Pořád / Originál Pilsner
- 2005 – Velrybí Hovězí
- 2005 – Léto / My 3

### Compilatie
- 2003 – From Amsterdam To Praha

### DVD
- 2007 – Kids On The Click Tour 2007